# Сидоренко, Сергей Степанович
Серге́й Степа́нович Сидоре́нко (6 апреля 1916 года, с. Солова Черниговской губернии — 14 апреля 2013 года, Кишинёв, Молдова) — советский хозяйственный, государственный и политический деятель.

## Биография
Родился в 1916 году в селе Солова Черниговской губернии (ныне Стародубский район Брянской области). Член КПСС с 1940 года.
С 1937 года — на хозяйственной, общественной и политической работе. 
В 1937—1989 гг. — учитель, участник Великой Отечественной войны, начальник отдела штаба армии, инструктор, заведующий отделом Сорокского укома партии, ответственный организатор ЦК КП Молдавской ССР, секретарь, второй, первый секретарь Бельцкого горкома партии, председатель Молдавского республиканского совета профсоюзов, председатель Государственного комитета МССР по профессионально-техническому образованию, заместитель Председателя Президиума Верховного Совета МССР.
Избирался депутатом Верховного Совета Молдавской ССР 5-го, 6-го, 9-го, 10-го и 11-го созывов, Совета Национальностей Верховного Совета СССР 7-го и 8-го созывов от Молдавской ССР.
Умер в Кишинёве в 2013 году.